# 葦原一正
葦原 一正（あしはら かずまさ、1977年7月3日 - ）は、日本の実業家。

## 来歴
東京都出身。海城中学高校では野球部所属。早稲田大学大学院理工学研究科修了後、外資系戦略コンサルティング会社のアーサー・D・リトル（ジャパン）を経て、2007年オリックス野球クラブ（オリックス・バファローズ）に入社。主に事業戦略立案、新ブランド戦略立案などを担当し、パシフィックリーグマーケティングセールス&マーケティングディレクターも兼務。
2012年、この年よりプロ野球参入した横浜DeNAベイスターズに入社し、主に事業戦略立案、プロモーション関連を担当。
その後、フィールドマネジメントを経て、2015年、ジャパン・プロフェッショナル・バスケットボールリーグ理事に就任。翌年発足のB.LEAGUEに参画し、初代事務局長を務める。Bリーグでは2017年9月より常務理事、2019年9月より執行役員を務め、日本バスケットボール協会理事、ジャパン・バスケットボールリーグ（B3.LEAGUE）理事、B.MARKETING取締役、東アジアバスケットボール協会理事も兼任した。
2020年7月をもってBリーグを退職し、8月にZERO-ONE設立。
2021年4月、一般社団法人化される日本ハンドボールリーグの初代代表理事に就任する。
2023年2月、日本リーグ内で代表理事および理事を選任、選定する際の議事録を作成する過程でコンプライアンス（法令順守）違反。再発防止策を講じなかったため、4月に副会長職を解任される。
2023年6月、日本ハンドボールリーグの代表理事を退任。

## 著書
- 『稼ぐがすべて Bリーグこそ最強のビジネスモデルである』あさ出版、2018年9月。ISBN 978-4-86667-086-7。
- 『日本のスポーツビジネスが世界に通用しない本当の理由』光文社〈光文社新書〉、2021年2月。ISBN 978-4-334-04524-1。